# 劉易
劉易（？—316年）。新兴（今山西省忻州）匈奴人，中国五胡十六国漢國皇族。刘聪庶长子。
310年，刘聪即位，封为河间王。312年，拜车骑将军，313年，舍生劝刘聪不要杀害廷尉陈元达。以骠骑将军之职和大将军刘粲引兵抵抗晋朝并州刺史刘琨和代公拓跋猗卢。316年，他和渤海王劉敷弹劾常侍王沈矫诏诬陷忠臣，结党擅权，请父亲把王沈罢官治罪。相国刘粲维护王沈，刘易忧郁而卒。

## 资料来源
- 《资治通鉴》晋纪九